# Свети Георги (Хумкос)
Вижте пояснителната страница за други значения на Свети Георги.
„Свети Георги“ (на гръцки: Αγίου Γεωργίου) е православна църква в нигритското село Хумкос (Хумнико), Гърция, част от Сярската и Нигритска епархия. Църквата е енорийски храм на селото. Построена е в 1753 година според ктиторския надпис. Църквата е изписана отвътре. В 1859 година на църквата е добавен нартекс. Църквата е изписана от дебърските зографи Христо, Исай, Кузман и Серафим Макриеви.